# Benedikte Ask Skotte
Benedikte Ask Skotte (født 5. februar 1965) er forhenværende landsformand i Skole og Forældre og mor til fem.
Hun blev uddannet som cand.agro. fra KU-LIFE (tidl. KVL) i 1993 og har arbejdet som landmand og undervist på Landbrugsskolen Sjælland. Hun blev i 2005 næstformand i Skole og Forældre og var landsformand fra 2008-2012.